# Sainte-Geneviève-des-Bois (municipi de l'Essonne)
Sainte-Geneviève-des-Bois és un municipi francès que forma part del cantó de Sainte-Geneviève-des-Bois i del districte de Palaiseau, i des del 2016 de la Comunitat d'aglomeració Cœur d'Essonne (departament de l'Essonne, regió de l'Illa de França). L'any 2007 tenia 34.411 habitants.
El lloc és testificat en les formes Sicuii villare al segle X, Sancta Genovefa el 1105, Sancta Genovefa de Nemore el 1209. Segons la llegenda, l'any 448, Santa Genoveva va fer brollar una font miraculosa a la cova que ara porta el seu nom, donant el nom al poble proper. L'addició del sufix "des bois" (bosc) es va fer més tard per diferenciar la parròquia d'altres parròquies de Sainte-Geneviève a França, en referència als nombrosos boscos de la zona, com ara el Bois de Séquigny, el Bois des Roches i el Bois des Trous, que encara es conserven avui dia. El nom en si mateix Séquigny és una corrupció del nom llatí Sicnii villare, que fa referència a una villa rustica on es practicava la tala d'arbres. Durant la Revolució Francesa, la comuna va prendre el nom de Colbert-la-Réunion però va ser anomenada oficialment al Bulletin des lois de 1793 amb el nom de Sainte-Geneviève-des-Bois.

## Demografia

### Població
El 2007 la població de fet de Sainte-Geneviève-des-Bois era de 34.411 persones. Hi havia 13.466 famílies, de les quals 3.914 eren unipersonals (1.621 homes vivint sols i 2.293 dones vivint soles), 3.742 parelles sense fills, 4.516 parelles amb fills i 1.294 famílies monoparentals amb fills.
La població ha evolucionat segons el següent gràfic:

### Habitatges
El 2007 hi havia 14.198 habitatges, 13.813 eren l'habitatge principal de la família, 96 eren segones residències i 289 estaven desocupats. 7.034 eren cases i 6.948 eren apartaments. Dels 13.813 habitatges principals, 8.307 estaven ocupats pels seus propietaris, 5.242 estaven llogats i ocupats pels llogaters i 263 estaven cedits a títol gratuït; 679 tenien una cambra, 1.582 en tenien dues, 3.276 en tenien tres, 3.978 en tenien quatre i 4.297 en tenien cinc o més. 9.246 habitatges disposaven pel capbaix d'una plaça de pàrquing. A 6.999 habitatges hi havia un automòbil i a 4.607 n'hi havia dos o més.

### Piràmide de població
La piràmide de població per edats i sexe el 2009 era:
| Homes | Edats   | Dones |
| ----- | ------- | ----- |
| 4     | 95 o +  | 48    |
| 48    | 90 a 94 | 128   |
| 76    | 85 a 89 | 240   |
| 148   | 80 a 84 | 228   |
| 356   | 75 a 79 | 544   |
| 524   | 70 a 74 | 640   |
| 620   | 65 a 69 | 708   |
| 748   | 60 a 64 | 840   |
| 836   | 55 a 59 | 724   |
| 988   | 50 a 54 | 1.128 |
| 1.104 | 45 a 49 | 1.152 |
| 1.176 | 40 a 44 | 1.220 |
| 1.188 | 35 a 39 | 1.336 |
| 1.132 | 30 a 34 | 1.156 |
| 1.302 | 25 a 29 | 1.304 |
| 905   | 20 a 24 | 984   |
| 995   | 15 a 19 | 1.220 |
| 1.004 | 10 a 14 | 1.224 |
| 1.088 | 5 a 9   | 1.116 |
| 952   | 0 a 4   | 984   |

## Economia
El 2007 la població en edat de treballar era de 22.691 persones, 17.298 eren actives i 5.393 eren inactives. De les 17.298 persones actives 15.656 estaven ocupades (8.212 homes i 7.444 dones) i 1.642 estaven aturades (792 homes i 850 dones). De les 5.393 persones inactives 1.609 estaven jubilades, 2.155 estaven estudiant i 1.629 estaven classificades com a «altres inactius».

### Ingressos
El 2009 a Sainte-Geneviève-des-Bois hi havia 13.318 unitats fiscals que integraven 34.260,5 persones, la mediana anual d'ingressos fiscals per persona era de 20.803 €.

### Activitats econòmiques
Dels 1.683 establiments que hi havia el 2007, 3 eren d'empreses extractives, 24 d'empreses alimentàries, 9 d'empreses de fabricació de material elèctric, 43 d'empreses de fabricació d'altres productes industrials, 210 d'empreses de construcció, 480 d'empreses de comerç i reparació d'automòbils, 94 d'empreses de transport, 81 d'empreses d'hostatgeria i restauració, 49 d'empreses d'informació i comunicació, 110 d'empreses financeres, 82 d'empreses immobiliàries, 200 d'empreses de serveis, 199 d'entitats de l'administració pública i 99 d'empreses classificades com a «altres activitats de serveis».
Dels 411 establiments de servei als particulars que hi havia el 2009, 1 era una comissaria de policia, 1 oficina d'administració d'Hisenda pública, 2 oficines del servei públic d'ocupació, 3 oficines de correu, 22 oficines bancàries, 5 funeràries, 25 tallers de reparació d'automòbils i de material agrícola, 2 tallers d'inspecció tècnica de vehicles, 3 establiments de lloguer de cotxes, 9 autoescoles, 25 paletes, 32 guixaires pintors, 33 fusteries, 34 lampisteries, 27 electricistes, 32 empreses de construcció, 36 perruqueries, 6 veterinaris, 4 agències de treball temporal, 62 restaurants, 32 agències immobiliàries, 6 tintoreries i 9 salons de bellesa.
Dels 210 establiments comercials que hi havia el 2009, 1 era, 5 supermercats, 3 grans superfícies de material de bricolatge, 1 una gran superfície de material de bricolatge, 11 botiges de menys de 120 m², 21 fleques, 13 carnisseries, 2 botigues de congelats, 3 peixateries, 10 llibreries, 44 botigues de roba, 19 botigues d'equipament de la llar, 7 sabateries, 11 botigues d'electrodomèstics, 24 botigues de mobles, 7 botigues de material esportiu, 6 botigues de material de revestiment de parets i terra, 4 drogueries, 5 perfumeries, 2 joieries i 11 floristeries.
L'any 2000 a Sainte-Geneviève-des-Bois hi havia 3 explotacions agrícoles.

## Equipaments sanitaris i escolars
El 2009 hi havia 5 psiquiàtrics, 12 farmàcies i 2 ambulàncies.
El 2009 hi havia 10 escoles maternals i 11 escoles elementals. A Sainte-Geneviève-des-Bois hi havia 3 col·legis d'educació secundària i 2 liceus d'ensenyament general. Als col·legis d'educació secundària hi havia 1.780 alumnes i als liceus d'ensenyament general 1.646.

## Poblacions properes
El següent diagrama mostra les poblacions més properes.